# Liste der Naturdenkmale in Mühlheim an der Donau
| Naturdenkmale | Anzahl |
| ------------- | ------ |
| FND           | 2      |
| END           | 15     |
| Gesamt        | 17     |

Die Liste der Naturdenkmale in Mühlheim an der Donau nennt die verordneten Naturdenkmale (ND) der im baden-württembergischen Landkreis Tuttlingen liegenden Stadt Mühlheim an der Donau. In Mühlheim an der Donau gibt es insgesamt 17 als Naturdenkmal geschützte Objekte, davon 2 flächenhafte Naturdenkmale (FND) und 15 Einzelgebilde-Naturdenkmale (END).
Stand: 1. November 2016.

## Flächenhafte Naturdenkmale (FND)
| Name                              | Bild | Kennung     | Einzelheiten          | Position | Fläche Hektar | Datum        |
| --------------------------------- | ---- | ----------- | --------------------- | -------- | ------------- | ------------ |
| Rappenfelsen mit Bewuchs u. Höhle | BW   | 83270360010 | Mühlheim an der Donau | ⊙        | 0,2           | 8. Apr. 1991 |
| Wulfbachquelle                    |      | 83270360024 | Mühlheim an der Donau | ⊙        | 0,0           | 8. Apr. 1991 |
| Legende für Naturdenkmal          |      |             |                       |          |               |              |